# THEBLACKLABEL
THEBLACKLABEL（韓語：더블랙레이블）是一間韓國經紀娛樂公司。2016年由知名音樂製作人TEDDY於韓國成立。目前旗下有全昭彌、太陽、Rosé、MEOVV、ALLDAY PROJECT等藝人。

## 歷史
2015年9月22日，YG娛樂宣布以製作人TEDDY為中心，成立新獨立廠牌。Kush也加入並聚集力量。
2016年3月11日，公司正式成立，並由TEDDY擔任代表。
2016年3月17日，與Zion.T簽訂專屬合約。
2018年9月24日，與全昭彌簽訂專屬合約。
2020年11月16日，於YG娛樂的第三季度報告中，公司從YG娛樂子公司，變為旗下關聯公司，YG並持有45%的股份。
2022年12月26日，BIGBANG的太陽離開YG娛樂，與公司簽約。
2023年1月30日，宣布與演員朴寶劍簽訂專屬合約。
2024年1月13日，總部將搬遷至持有公司33%股份的第二大股東新韓創業投資公司(새한창업투자)所投資開發的新大樓「Hannam W Office」（開發名稱），於6月搬入。另外YG娛樂變為第三大股東，持有公司21%股份。
2024年6月18日，宣布與BLACKPINK成員Rosé簽訂專屬合約。
2024年9月6日，旗下第一組女團MEOVV正式出道。
2024年11月25日，與CJ ENM合作的女團izna正式出道，由THEBLACKLABEL負責團體概念、視覺策劃（舞台佈景、服裝造型、MV和宣傳照）、編舞以及音樂製作。
2025年6月23日，旗下第一組男女混聲團體ALLDAY PROJECT正式出道。

## 旗下藝人
- 以官網提供之資訊為準[12]。

### 團體
- 以出道日期排序。

| 出道日期      | 團體名稱       | 性別     | 成員                                                | 粉絲名稱 |
|               | 團體名稱       | 性別     | 成員                                                | 粉絲名稱 |
| 2024年9月6日  | MEOVV          | 女       | Sooin Gawon Anna Narin Ella                         | PAWMPAWM |
| 2025年6月23日 | ALLDAY PROJECT | 男女混合 | Annie Tarzzan Bailey （ 英语 ： Bailey Sok） Woochan Youngseo | DAY ONE  |

| - 全昭彌 - 太陽 - Rosé - 朴寶劍 - 李鍾元 - Leejung | - TEDDY - 24 - KUSH - JuniorChef - Nohc - Dominsuk - VVN - Danny Chung - IDO - ZHUN、YUHAN、NHD |

## 合作夥伴
- izna[13]

## 子公司
- THEBLACKLABEL USA (100%)
- THEBLACKSEA (49%)

## 已離開藝人

### 歌手
- Zion.T（2016-2024）
- Bryan Chase（2017-2025）
- LØREN（2021-2025）

### 製作人
- dress
- PEEJAY
- R. Tee

## 昔日練習生
- JULIE（KISS OF LIFE）
- 輝序（H1-KEY）
- 尹智允（izna）

## 外部連結
- 官方网站
- THEBLACKLABEL的X（前Twitter）
- THEBLACKLABEL的Instagram帳戶
- YouTube上的THEBLACKLABEL頻道